# Etiologia
|  | No s'ha de confondre amb Causa (medicina). |

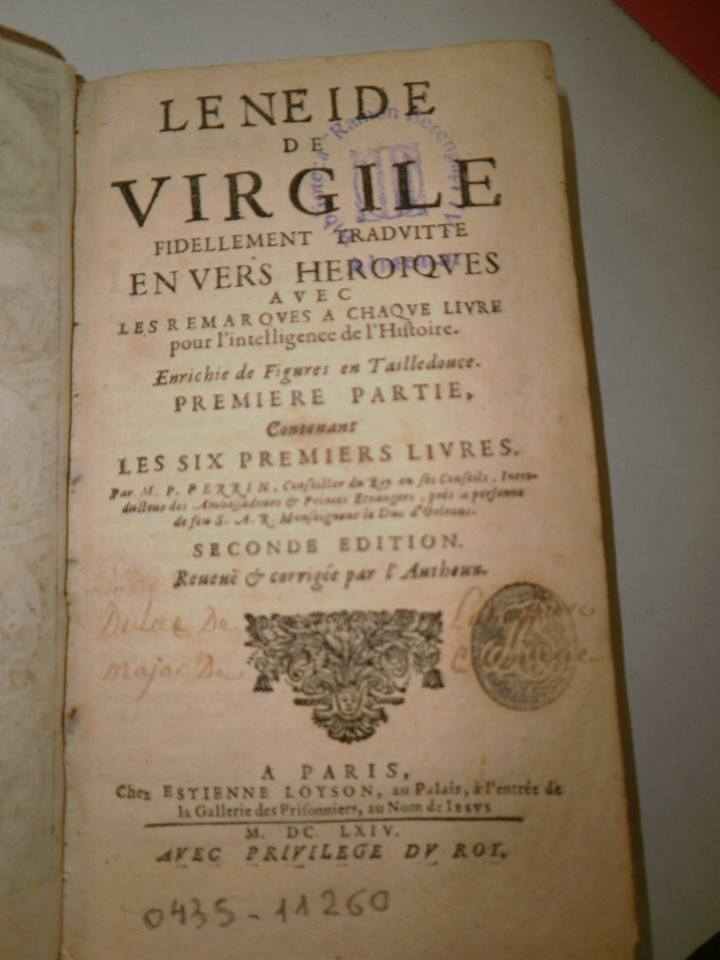
LEneida, mite nacional escrit per a justificar l'etiologia de l'Imperi Romà

L'etiologia és l'estudi de la causalitat o l'origen (l'estudi de les causes i els orígens). La paraula deriva del grec αἰτιολογία (aitiología) "donar una raó per" (αἰτία, aitía, "causa"); i -λογία (-logia). El terme es fa servir principalment en medecina i filosofia, on és utilitzada per a referir-se a l'estudi de per què ocorren les coses o fins i tot a les raons que hi ha sota de la manera en què les coses passen. Concretament, l'etiologia és l'estudi de les causes, els orígens o els motius de la manera com són les coses, o la seva manera de funcionar, o pot referir-se a les mateixes causes. La paraula s'utilitza en medicina (pertinent a les causes de la malaltia), però es fa servir també en biologia, física, psicologia, ciències polítiques, geografia, anàlisi espacial i teologia entre d'altres, en referència a les causes o orígens de diversos fenòmens.

## Història
Etimològicament prové del grec αιτιολογία, "donar una raó per alguna cosa" (αἰτία "causa" + -λογία). En el passat, quan molts fenòmens físics no s'entenien bé o quan no es registraven les històries, sovint van sorgir mites per proporcionar etiologies. Així, un mite etiològic, o mite de l'origen, és un mite sorgit, explicat al llarg del temps o escrit per explicar els orígens de diversos fenòmens socials o naturals. Per exemple, l'Eneida de Virgili és un mite nacional escrit per explicar i glorificar els orígens de l'Imperi Romà. En teologia, moltes religions tenen mites de la creació que expliquen els orígens del món o la seva relació amb els creients.

## Medicina

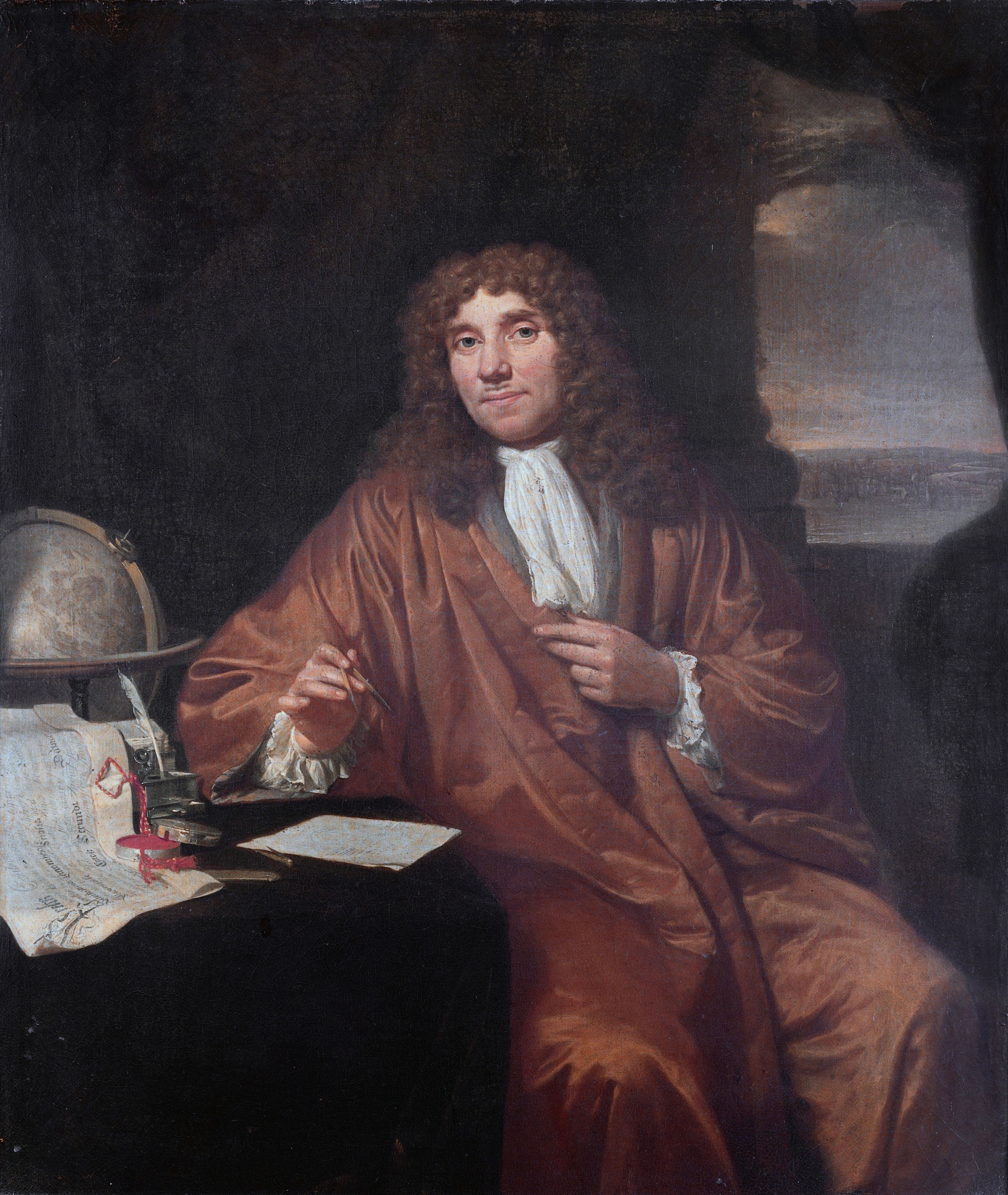
Antonie van Leeuwenhoek, la primera persona que va descriure microorganismes fent servir un microscopi

En medicina, el terme etiologia es refereix a les causes d'una malaltia o d'una patologia. Així doncs, l'etiologia d'una malaltia o afecció fa referència als estudis freqüents per determinar un o més factors que s'uneixen per provocar aquesta malaltia. En relació, quan la malaltia està molt estesa, els estudis epidemiològics investiguen quins factors associats, com ara la ubicació, el sexe, l'exposició a productes químics i molts altres, fan que una població tingui més o menys probabilitat de patir una malaltia, afecció o malaltia, ajudant així a determinar-ne l'etiologia.. De vegades, determinar l'etiologia és un procés imprecís. En el passat, l'etiologia d'una malaltia comuna del mariner, l'escorbut, era desconeguda durant molt de temps. Quan es van construir grans vaixells oceànics, els mariners van començar a fer la mar durant llargs períodes i sovint no tenien fruita i verdures fresques. Sense saber-ne la causa precisa, el capità James Cook sospitava que l'escorbut era causat per la manca de verdures a la dieta. A partir de la seva sospita, va obligar la seva tripulació a menjar xucrut, una preparació de col, cada dia, i a partir dels resultats positius, va inferir que prevenia l'escorbut, tot i que no sabia exactament per què. Van trigar uns dos-cents anys més a descobrir l'etiologia precisa; la manca de vitamina C en la dieta d'un mariner.
En epidemiologia, calen diverses línies per inferir una causa. Sir Austin Bradford-Hill demostrà una correlació entre fumar i el càncer de pulmó. Posteriorment es va haver d'aclarir que la correlació no és causació, sinó coincidència estadística. Els esdeveniments poden ser correlatius simplement per atzar, l'esbiaixada o la confusió.
Els següents són exemples de factors intrínsecs:
- Condicions heretades o condicions que et transmeten els teus pares. Un exemple d'això és l'hemofília, un trastorn que provoca un sagnat excessiu.
- Trastorns metabòlics i endocrins, o hormonals. Aquestes són anomalies en la senyalització química i la interacció en el cos. Per exemple, la diabetis mellitus és una malaltia endocrina que provoca un alt nivell de sucre en la sang.
- Trastorns neoplàstics o càncer on les cèl·lules del cos creixen sense control.
- Problemes amb la immunitat, com les al·lèrgies, que són una reacció excessiva del sistema immunitari.[5]

### Medicina antiga
Al llarg de la història de la medicina, els metges van discutir si la causa d'una malaltia era un únic factor o bé si era el resultat d'un conjunt de factors que actuaven de manera simultània.
Les primeres idees sobre microorganismes són a l'antiga Roma amb l'estudiós Varró al segle I dC, qui va formular aquesta idea en el seu llibre De Re Agricola. El pensament medieval sobre les causes de les malalties van ser influïts per Galè i Hipòcrates, i es va adoptar la teoria del miasma. Quan la pesta negra arribà a l'Àndalus al segle xiv, Ibn Khatima proposà que la infecció era causada per partícules microscòpiques que entraven al cos humà.
Molt posteriorment, Robert Koch va establir el concepte d'etiologia científica i demostrà que el bacil complex Mycobacterium tuberculosis causa la tuberculosi, el Bacillus anthracis causa l'àntrax, i el Vibrio cholerae causa el còlera.

## Mitologia
Un mite etiològic, o mite de l'origen, és un mite destinat a explicar els orígens de les pràctiques de culte, els fenòmens naturals, els noms propis i similars. Per exemple, el nom Delfos i la seva divinitat associada, Apol·lon Delphinios, s'expliquen a l'Himne homèric que explica com Apol·lo, en forma de dofí (delphis).), va impulsar els cretencs pels mars per fer-los els seus sacerdots. Mentre que Delphi en realitat està relacionat amb la paraula delphus ("úter"), molts mites etiològics es basen de manera similar en l'etimologia popular (el terme " Amazones ", per exemple). A l'Eneida (publicada cap al 17 aC), Virgili afirma la descendència del clan julià d'August Cèsar de l'heroi Enees a través del seu fill Ascani, també anomenat Iulus. La història del truc de sacrifici de Prometeu a Mecone a la Teogonia d'Hesíode relata com Prometeu va enganyar Zeus perquè triés els ossos i el greix del primer animal de sacrifici en lloc de la carn per justificar per què, després d'un sacrifici, els grecs van oferir els ossos embolicats amb greix. als déus mentre es guarden la carn per a ells. A Pyramus i Tisbe d'Ovidi s'explica l'origen del color de les moreres, ja que les baies blanques es taquen de vermell per la sang que brolla del seu doble suïcidi.